# Wojnowo (Ruciane-Nida)
Wojnowo [vɔi̯ˈnɔvɔ] (deutsch Eckertsdorf) ist ein polnischer Ort mit circa 300 Einwohnern in der Gemeinde Ruciane-Nida (Rudczanny/Niedersee-Nieden) im Powiat Piski (Kreis Johannisburg) der Woiwodschaft Ermland-Masuren.

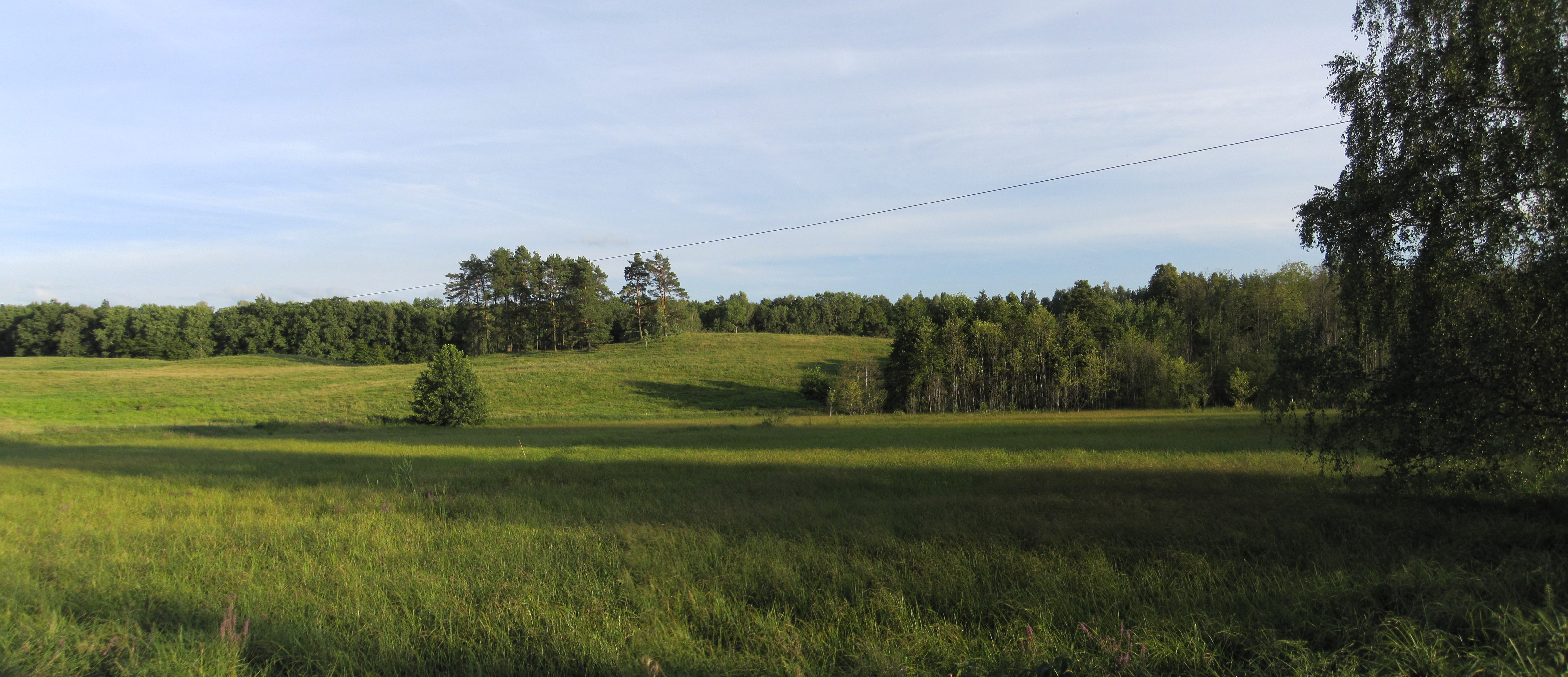
Landschaft bei Wojnowo

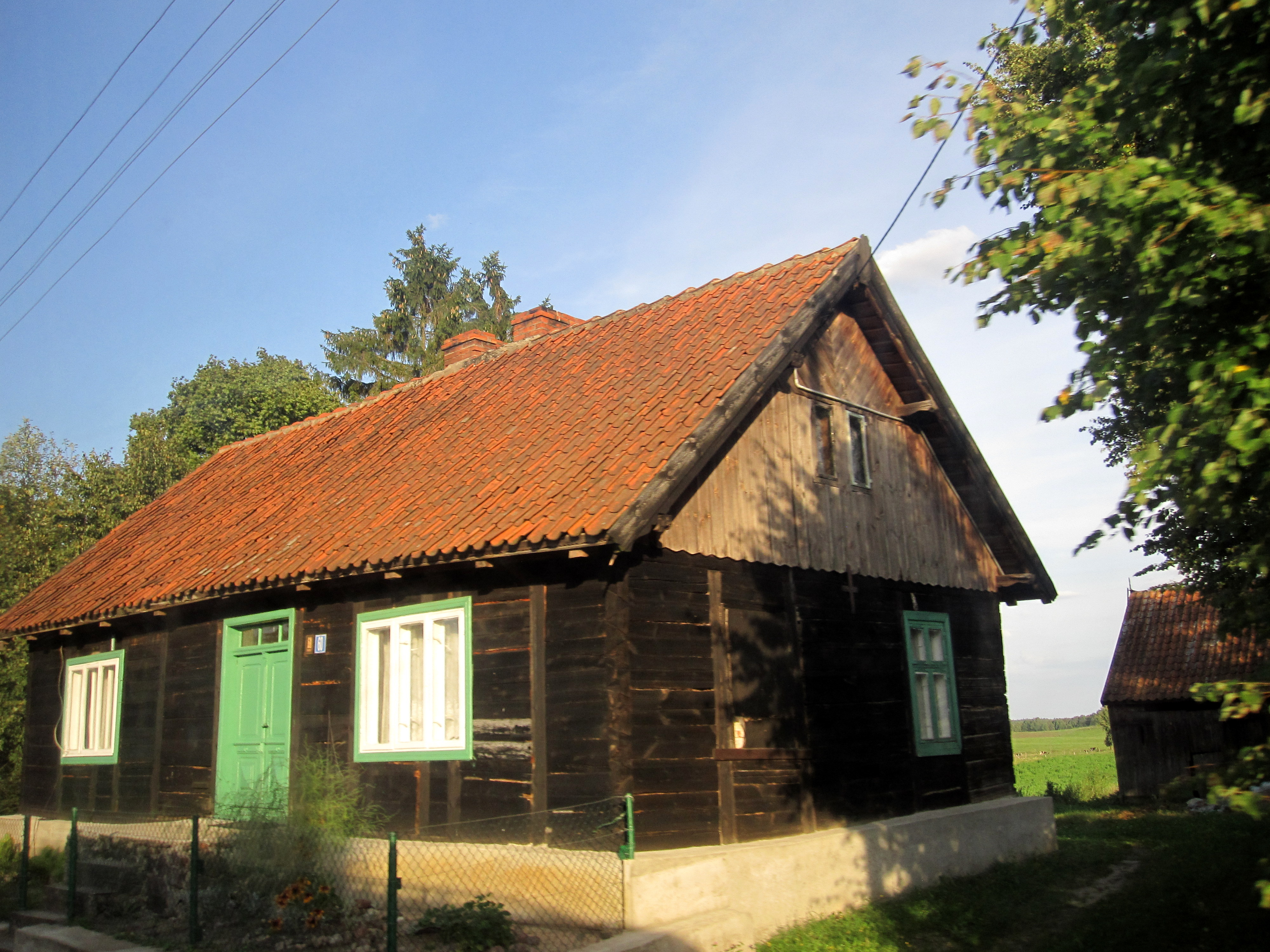
Holzhaus in Wojnowo

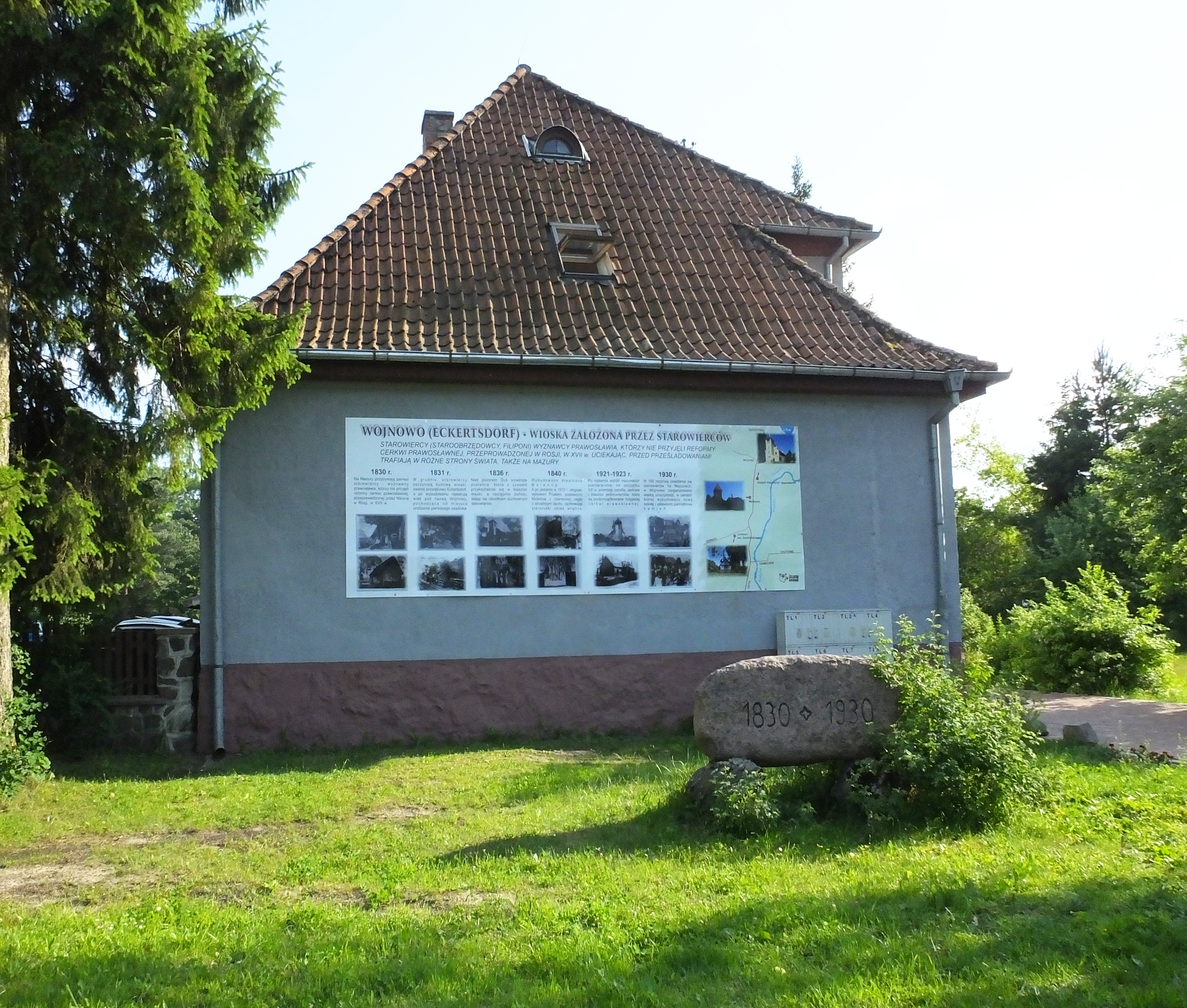
Schule in Wojnowo

## Geographische Lage
Das langgestreckte Dorf befindet sich östlich des Jezioro Duś (deutsch Dusssee) und des Flüsschens Krutynia (Kruttinna) am Rande der Johannisburger Heide (polnisch Puszcza Piska) in der historischen Region Ostpreußen. Es liegt fünf Kilometer nordwestlich von Ruciane-Nida bzw. 17 Kilometer südwestlich von Mikołajki (Nikolaiken). Bis zur einstigen Kreisstadt Sensburg (polnisch Mrągowo) sind es 25 Kilometer, und bis zur heutigen Kreismetropole Pisz (deutsch Johannisburg) 22 Kilometer.

## Geschichte
Eckertsdorf wurde im Jahr 1828 gegründet und war eine von elf Siedlungen der russisch-orthodoxen Sekte der Altgläubigen. Die Gemeinde vor Ort gehörte der Untergruppe der sogenannten Philipponen an. Die im russischen Kaiserreich verfolgten Philipponen ließen sich aufgrund der liberalen preußischen Religionsgesetze in Ostpreußen, besonders in Masuren, nieder.
Am 18. Februar 1835 bestätigte der Gumbinner Regierungspräsident die Gründung neuer „Etablissements“ – darunter Eckertsdorf – im Kreis Sensburg durch „die aus Polen eingewanderte Sekte der Philipponen“, die nunmehr als eigenständige Kommunen anerkannt wurden. 1874 kommt Eckertsdorf zum neu errichteten Amtsbezirk Ukta ((Alt) Ukta), der bis 1945 zum Kreis Sensburg im Regierungsbezirk Gumbinnen (ab 1905: Regierungsbezirk Allenstein) in der preußischen Provinz Ostpreußen.
Aufgrund der Bestimmungen des Versailler Vertrags stimmte die Bevölkerung im Abstimmungsgebiet Allenstein, zu dem Eckertsdorf gehörte, am 11. Juli 1920 über die weitere staatliche Zugehörigkeit zu Ostpreußen (und damit zu Deutschland) oder den Anschluss an Polen ab. In Eckertsdorf stimmten 320 Einwohner für den Verbleib bei Ostpreußen, auf Polen entfielen keine Stimmen.
Das Ende des Zweiten Weltkrieges bedeutete das Aus für die philippinische Gemeinde. Nach dem Einmarsch der Roten Armee wurde das Dorf polnischer Verwaltung unterstellt und erhielt die polnische Namensform „Wojnowo“. Bis 1945 gehörte der Ort zum Kreis Sensburg, während er jetzt dem Powiat Piski (Kreis Johannisburg) zugeordnet ist. Wojnowo ist Sitz eines Schulzenamtes (polnisch Sołectwo) und als solches eine Ortschaft im Verbund der Stadt- und Landgemeinde Ruciane-Nida (Rudczanny/Niedersee-Nieden), bis 1998 der Woiwodschaft Suwałki, seither der Woiwodschaft Ermland-Masuren zugehörig.

### Einwohnerentwicklung
| Jahr | Anzahl | Anmerkungen |
| ---- | ------ | ----------- |
| 1867 | 405    | [ 8 ]       |
| 1885 | 392    |             |
| 1898 | 479    |             |
| 1905 | 533    |             |
| 1910 | 527    | [ 9 ]       |
| 1933 | 593    | [ 10 ]      |
| 2011 | 319    | [ 11 ]      |

## Kirche

### Evangelisch
Eckertsdorf resp. Wojnowo war und ist kein evangelisches Kirchdorf. Das Dorf gehörte bis 1846 zur Kirche Aweyden (polnisch Nawiady), danach bis 1945 zur Kirche Alt Ukta in der Kirchenprovinz Ostpreußen der Kirche der Altpreußischen Union. Heute ist die Petrikirche in Ukta das nächstgelegene evangelische Gotteshaus, das von der Pfarrei in Mikołajki (deutsch Nikolaiken) in der Diözese Masuren der Evangelisch-Augsburgischen Kirche in Polen betreut wird.

### Katholisch
Katholischerseits war Eckertsdorf bis 1861 nach Bischofsburg (polnisch Biskupiec), danach bis 1945 nach Sensburg (Mrągowo) im Bistum Ermland eingepfarrt. Heute ist die nächstgelegene katholische Pfarrei die der Kreuzerhöhungskirche Ukta im Bistum Ełk der Römisch-katholischen Kirche in Polen.

### Orthodox

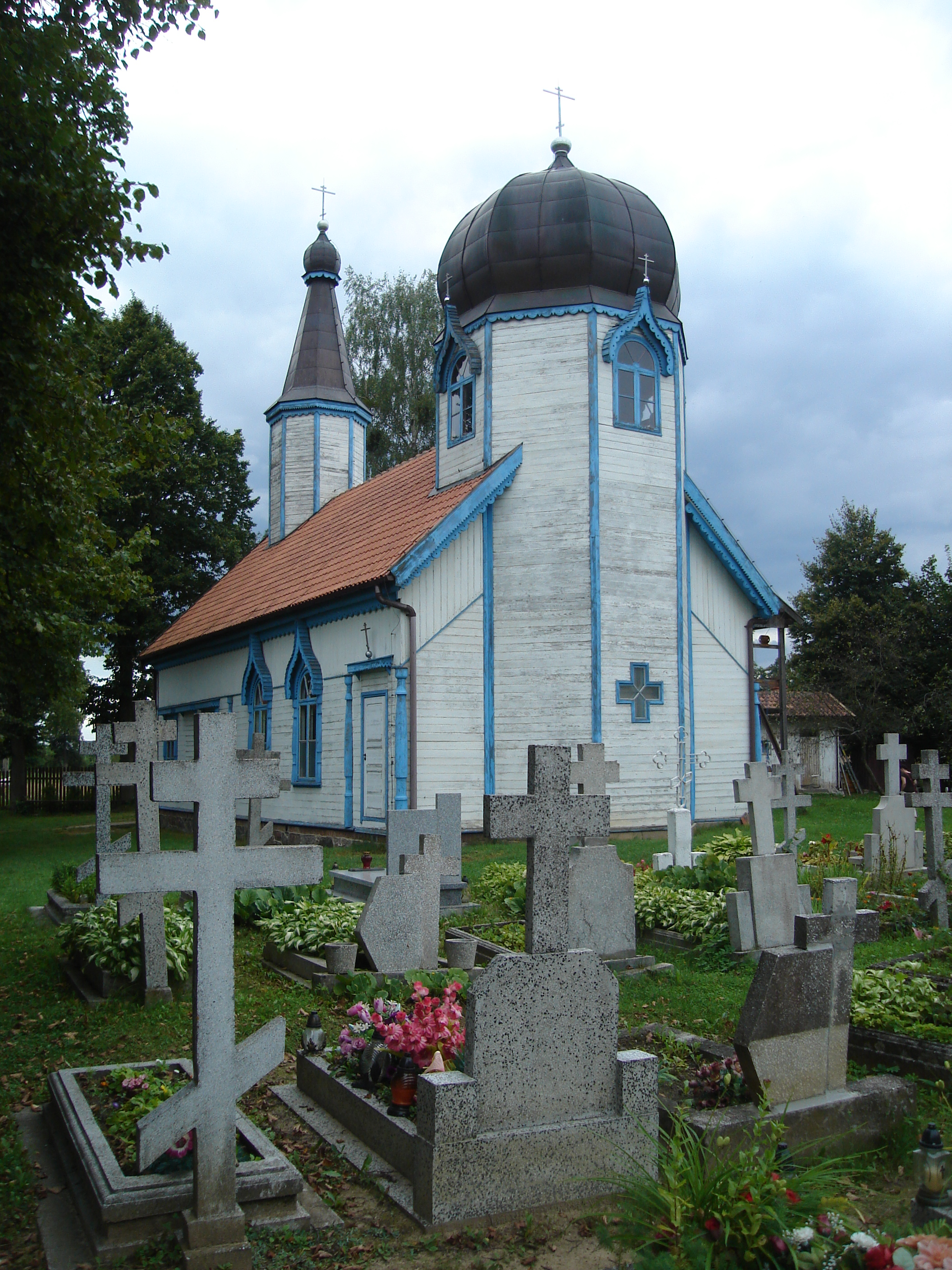
Die Orthodoxe Kirche in Wojnowo

In Wojnowo steht im nördlichen Osten an der Straße nach Osiniak-Piotrowo (deutsch Fedorwalde-Peterhain) die orthodoxe Pfarr- und Klosterkirche „Entschlafung der Gottesmutter“ („Cerkiew Zaśnięcia Matki Bożej“). Sie gehört der Polnisch-orthodoxen Kirche („Polski Autokefaliczny Kościół Prawosławny“). Das Gotteshaus wurde in den Jahren 1921 bis 1923 nach den Plänen des Architekten Aleksander Awajew aus dem russischen Twer im Stil einer Holzkirche errichtet und 1923 feierlich geweiht. Die Gemeinde, die am 1. September 1996 die Wiedereinweihung vornahm, gehört zur Diözese Białystok-Danzig der polnisch-orthodoxen Kirche, die ihren Sitz in Białystok hat. Die Kirche in Wojnowo ist seit 1983 denkmalgeschützt.
Die Initialzündung für den Bau der Kirche hatte ein im Ersten Weltkrieg kriegsgefangener russisch-orthodoxer Geistlicher gegeben. Ihm war es gelungen, zahlreiche der Philipponen in Eckertsdorf für den russisch-orthodoxen Glauben zurückzugewinnen.

### Andere

#### Altgläubige

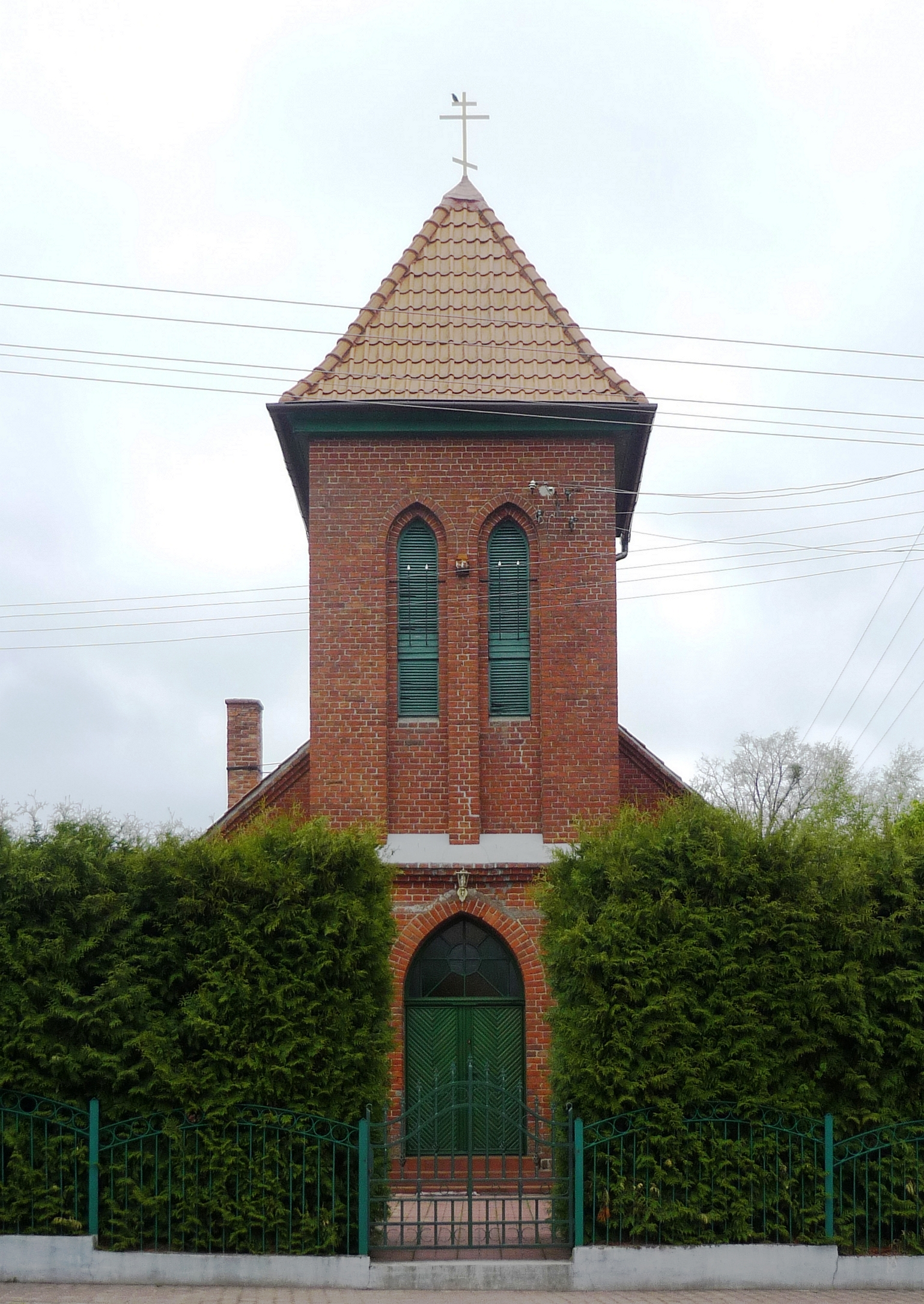
Kirche der Altgläubigen

Östlich der den Ort durchziehenden Hauptstraße steht die in neogotischem Stil erbaute Backsteinkirche der Altgläubigen („Wschodni Kościół Staroobrzędowy“), die einst die Philipponen für ihre Gottesdienste nutzten. In den Jahren 1923 bis 1927 war die Kirche erbaut und 1927 geweiht worden. Auch sie ist seit 1983 denkmalgeschützt. Die Leitung der Kirche hat ihren zentralen Sitz in Suwałki.

## Kultur und Sehenswürdigkeiten

### Ehemaliges Altgläubigenkloster

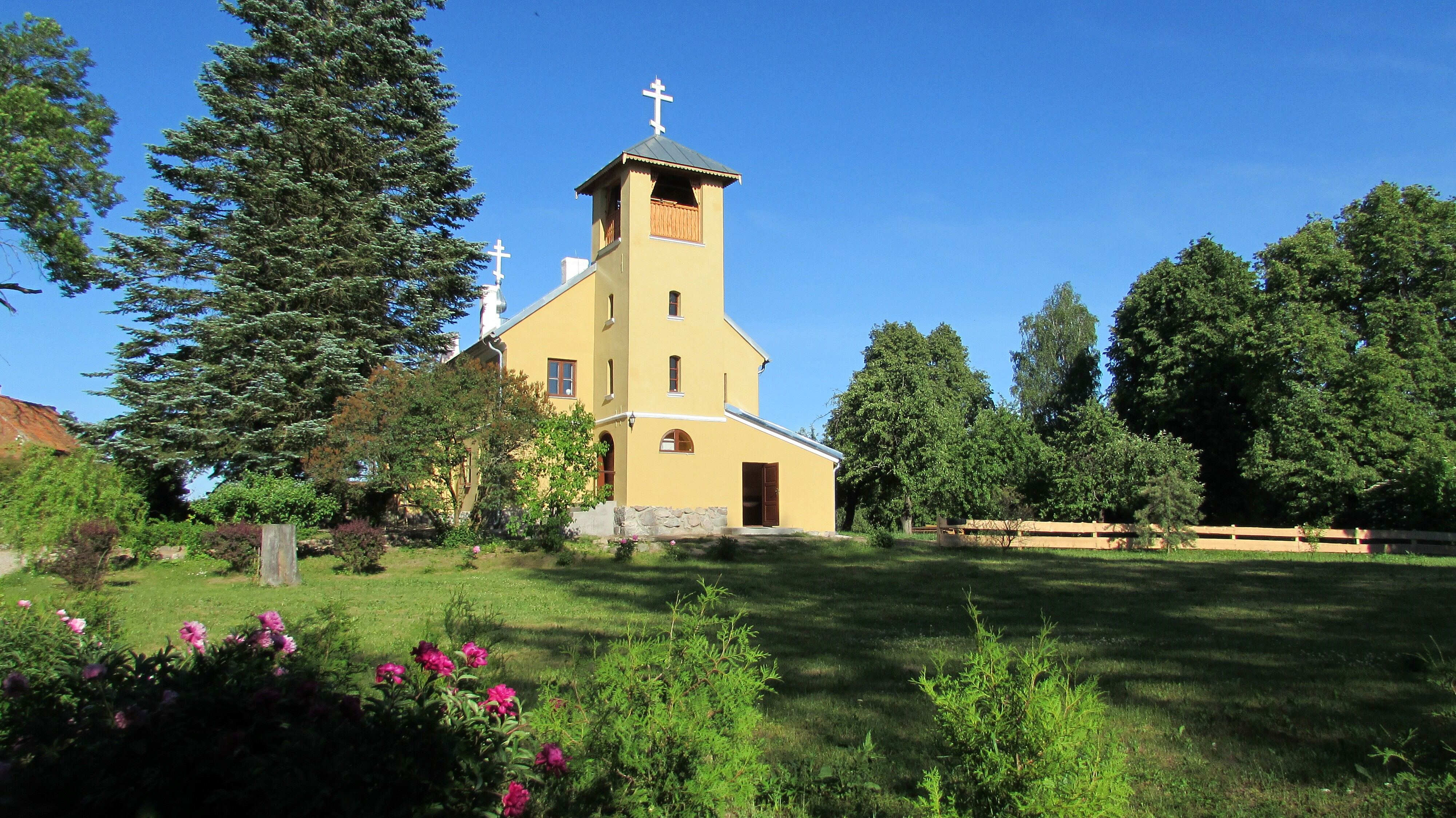
Ehemaliges Kloster der Altgläubigen

Das einstige Philipponenkloster mit dem zuletzt geltenden Namen „Monaster Zbawiciela Trójcy Święty“ („Hl. Erlöser- und Dreifaltigkeitskloster“) reicht in seinen Anfängen bis in die 1830er Jahre zurück, als der Mönch Lawrenti Rastropin am Ostufer des Dusssee (polnisch Jezioro Duś) eine kleine Einsiedelei gründete. Bereits 1834 wurde hier den Philipponen, einer Gruppe russischer Altgläubiger, der Bau einer Kirche genehmigt, so wie er dann auch im Nachbarort Schönfeld (polnisch Ładne Pole) erfolgte. In den Jahren 1839 bis 1849 entstand die mit einer eigenen Kirche versehene Klosteranlage, die Eckertsdorf von 1852 bis 1867 zu einem wichtigen und weltweiten religiösen Zentrum machte. Als Mönchskloster weckte es auch das Interesse der Glaubensgenossen des Moskauer Preobraschenskoje-Friedhofs, die Rat und Unterstützung gewährten.

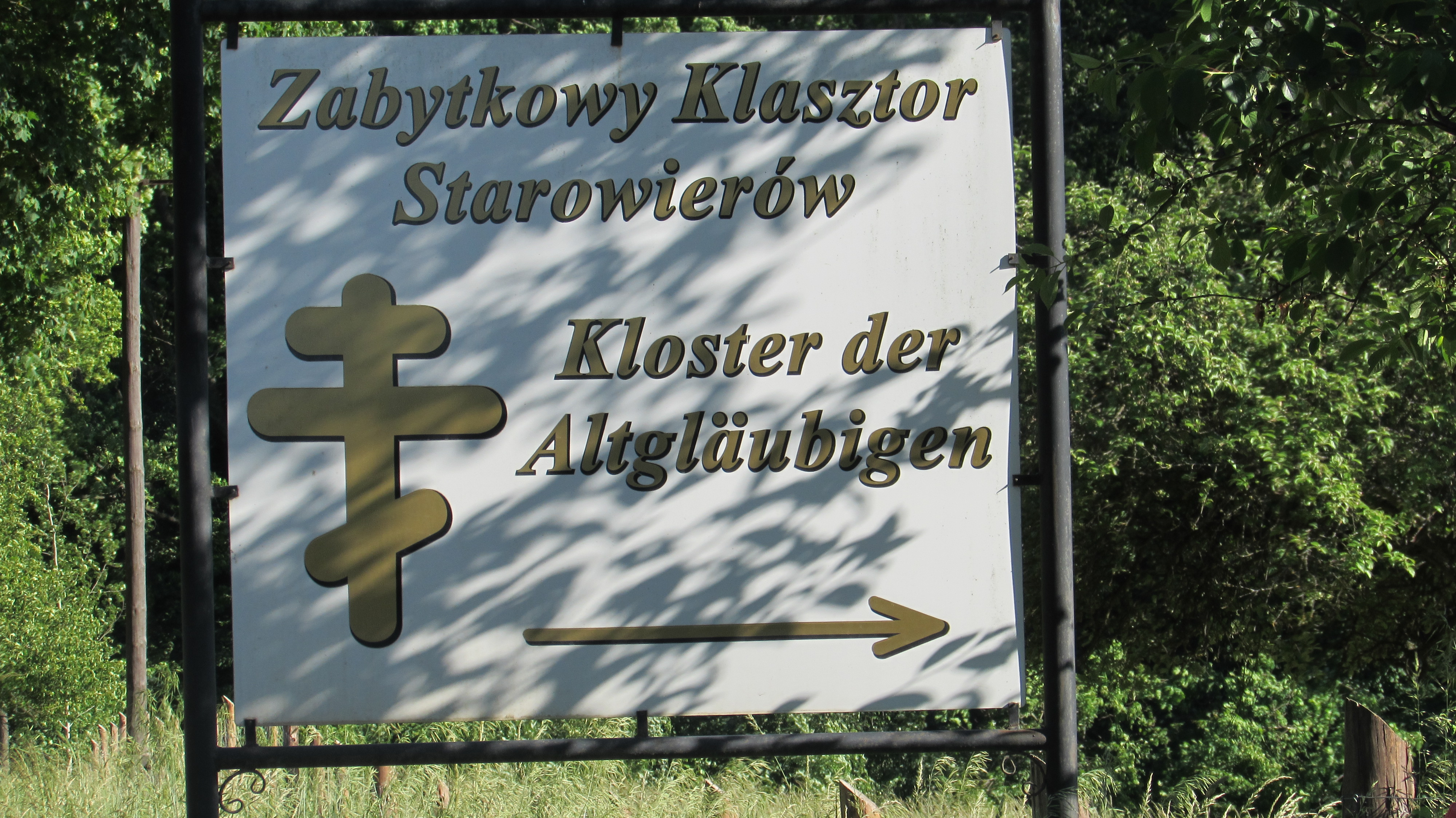
Hinweisschild zum Kloster

Im Jahre 1867 verließ der damals maßgebliche und führende Prior Pawel Pruski („Piotr Iwanowicz Ledniew“) Masuren und ging nach Russland zwecks Übertritt zur Russisch-orthodoxen Kirche. Das Klosterleben geriet dadurch in eine schwere Krise, und die Klosteranlage drohte gar zu verfallen, bis es 1884 in den Besitz eines begüterten Altgläubigen gelangte. Von ihm kaufte ein Jahr später eine Nonne das Kloster zurück und führte es mit bis zu 25 Schwestern als Frauenkloster zu einer neuen Blüte – bis zum Ersten Weltkrieg.
Die Klostergebäude überstanden auch noch den Zweiten Weltkrieg. Hier machte sich die 1972 verstorbene Oberin Antonia um die Anlage verdient. 1988 lebten hier noch zwei Damen. Die letzte von ihnen starb im Jahr 2006. Ihr Tod besiegelte das Ende des Klosters. Zahlreiche Ikonen aus Russland, die meisten aus dem Kloster Preobraschenski in Moskau, gehören noch heute zum Inventar und machen es zu einem bedeutenden Ausflugsziel für Touristen. Einer privaten Familie wurde die Aufsicht über die Anlage gerichtlich übertragen.

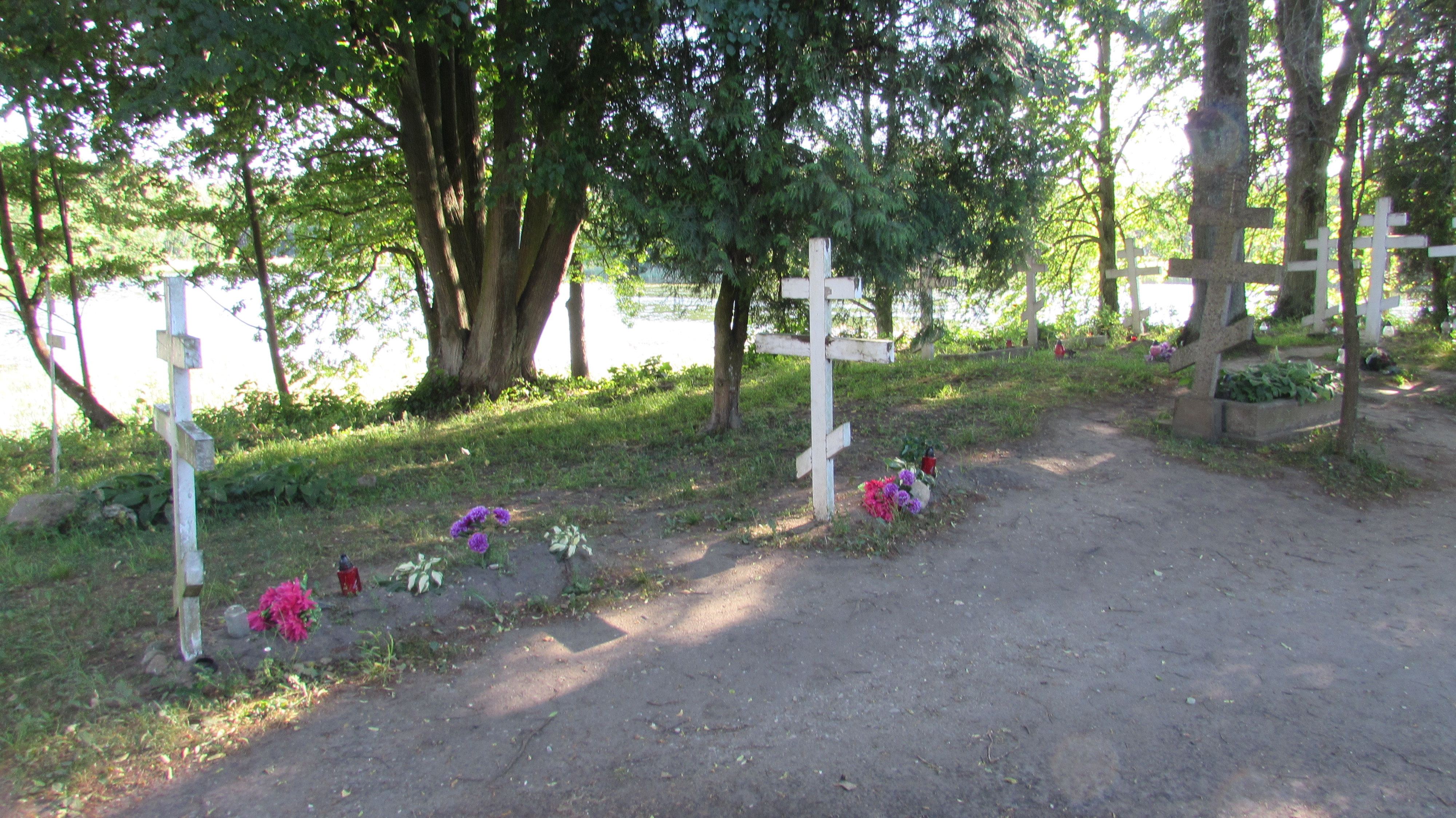
Grabstätten der Altgläubigen

Das Kloster besteht neben einer Kirche auch aus alten Wohnhäusern, die am Seeufer liegen. Hinter der Kirche befindet sich ein orthodoxer Friedhof mit typischen Holzkreuzen. Dieser wurde im Sommer 2008 von Freiwilligen aus Deutschland und Polen saniert.
Dabei wurde auch ein Rundwanderweg vom Kloster aus zu den Altgläubigenstätten von 17 km Länge geschaffen.

## Verkehr
Wojnowo liegt an einer Nebenstraße, die von Ukta ((Alt) Ukta) nach Süden bis zur Landesstraße 58 führt, wobei die Häuser fast die gesamte Straße säumen. Außerdem führen kleinere Wege von Nachbarorten nach hier.
Bis 1945 war Ukta die nächste Bahnstation. Sie lag an der von Königsberg bis nach Rudczanny (1938 bis 1945: Niedersee, heute in der Stadt Ruciane-Nida aufgegangen) führenden Bahnstrecke, die in Kriegsfolge in ihrem letzten Streckenabschnitt eingestellt wurde.

## Persönlichkeiten

### Aus dem Ort gebürtig
- Feodor Szerbakow (Theodor Szerbakowski) (* 20. Februar 1911 in Eckertsdorf), deutscher Maler († 2009)